# Чемпіонат Європи з футболу 2012 (склади команд)/Італія
Склад збірної Італії на чемпіонаті Європи 2012
| №               | Гравець               | Клуб (у 2012)     | Дата народження   | Вік      | Ігор                  | Голів                 |                       |
| Воротарі        | Воротарі              | Воротарі          | Воротарі          | Воротарі | Воротарі              | Воротарі              | Воротарі              |
| --------------- | --------------------- | ----------------- | ----------------- | -------- | --------------------- | --------------------- | --------------------- |
| 1               | Джанлуїджі Буффон     | «Ювентус»         | 28 січня 1978     | 34       | 114                   | -84                   |                       |
| 12              | Сальваторе Сірігу     | «Парі Сен-Жермен» | 12 січня 1987     | 25       | 2                     | -2                    |                       |
| 14              | Морган Де Санктіс     | «Наполі»          | 26 березня 1977   | 35       | 5                     | -5                    |                       |
| Захисники       |                       |                   |                   |          |                       |                       |                       |
| 2               | Крістіан Маджо        | «Наполі»          | 11 лютого 1982    | 30       | 16                    | 0                     |                       |
| 3               | Джорджо К'єлліні      | «Ювентус»         | 14 серпня 1984    | 27       | 50                    | 2                     |                       |
| 4               | Анджело Огбонна       | «Торіно»          | 23 травня 1988    | 24       | 3                     | 0                     |                       |
| 6               | Федеріко Бальдзаретті | «Палермо»         | 6 грудня 1981     | 30       | 8                     | 0                     |                       |
| 7               | Іньяціо Абате         | «Мілан»           | 12 листопада 1986 | 25       | 2                     | 0                     |                       |
| 15              | Андреа Барцальї       | «Ювентус»         | 8 травня 1981     | 31       | 29                    | 0                     |                       |
| 19              | Леонардо Бонуччі      | «Ювентус»         | 1 травня 1987     | 25       | 14                    | 2                     |                       |
| Півзахисники    |                       |                   |                   |          |                       |                       |                       |
| 5               | Тьяго Мотта           | «Парі Сен-Жермен» | 28 серпня 1982    | 29       | 8                     | 1                     |                       |
| 8               | Клаудіо Маркізіо      | «Ювентус»         | 19 січня 1986     | 26       | 20                    | 1                     |                       |
| 13              | Емануеле Джаккеріні   | «Ювентус»         | 5 травня 1985     | 27       | 0                     | 0                     |                       |
| 16              | Даніеле Де Россі      | «Рома»            | 24 липня 1983     | 28       | 72                    | 10                    |                       |
| 18              | Ріккардо Монтоліво    | «Фіорентіна»      | 18 січня 1985     | 27       | 33                    | 1                     |                       |
| 21              | Андреа Пірло          | «Ювентус»         | 19 травня 1979    | 33       | 83                    | 9                     |                       |
| 22              | Алессандро Діаманті   | «Болонья»         | 2 травня 1983     | 29       | 1                     | 0                     |                       |
| 23              | Антоніо Ночеріно      | «Мілан»           | 9 квітня 1985     | 27       | 11                    | 0                     |                       |
| Нападники       |                       |                   |                   |          |                       |                       |                       |
| 9               | Маріо Балотеллі       | «Манчестер Сіті»  | 12 серпня 1990    | 21       | 8                     | 1                     |                       |
| 10              | Антоніо Кассано       | «Мілан»           | 12 липня 1982     | 29       | 29                    | 9                     |                       |
| 11              | Антоніо Ді Натале     | «Удінезе»         | 13 жовтня 1977    | 34       | 37                    | 10                    |                       |
| 17              | Фабіо Боріні          | «Рома»            | 29 березня 1991   | 21       | 1                     | 0                     |                       |
| 20              | Себастьян Джовінко    | «Парма»           | 26 січня 1987     | 25       | 8                     | 0                     |                       |
| Головний тренер |                       |                   |                   |          |                       |                       |                       |
| Італія          | Чезаре Пранделлі      |                   | 19 серпня 1957    | 54       | Середній вік гравців: | Середній вік гравців: | Середній вік гравців: |
|                 |                       |                   |                   |          |                       |                       |                       |

| Гравців національного чемпіонату: | Гравців національного чемпіонату:                                | 20   |
|                                   | «Ювентус»                                                        | 7    |
|                                   | «Мілан»                                                          | 3    |
|                                   | «Рома», «Наполі»                                                 | по 2 |
|                                   | «Болонья», «Палермо», «Парма», «Торіно», «Удінезе», «Фіорентіна» | по 1 |
| Легіонерів:                       | Легіонерів:                                                      | 3    |
|                                   | Франція                                                          | 2    |
|                                   | Англія                                                           | 1    |